# تقاطع (علم الوراثة)

في علم الوراثة تقاطع أو كيازما أو  تصالب (ج:تصالبات) هي نقطة الاتصال، الرابط المادي، بين كروماتيد (غير شقيقة) ينتميان إلى صبغي متماثل. في تقاطع معينة، يمكن أن يحدث تبادل للمواد الوراثية بين كلا الكروماتيدات، ما يسمى تعابر كروموسومي، ولكن هذا أكثر تواترا أثناء انقسام منصف من انقسام منصف.في الانقسام الاختزالي، يؤدي غياب الكلف عموما إلى الفصل الكروموسومي غير السليم واختلال الصيغة الصبغية.

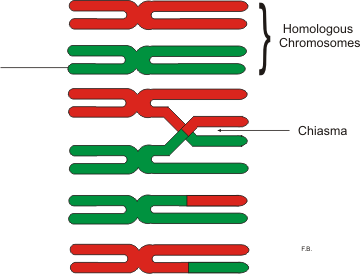
العبور خلال الانقسام المنصف، مع إظهار تقاطع.

تصبح نقاط العبور مرئية كتقاطع بعد المعقد المشبكي الخيطي وكروموسوم المتماثلة بعيدا قليلا عن بعضها البعض.
اكتُشفت ظاهرة تقاطع الوراثية (التعابر) ووصفها في عام 1909 من قبل فرانس ألفونس يانسون، الأستاذ في الجامعة الكاثوليكية في لوفان (1834–1968) في بلجيكا.
عندما يبدأ كل رباعي، يتكون من زوجين من كروماتيد الشقيقة، في الانقسام، تكون نقاط الاتصال الوحيدة في التقاطع. تصبح تقاطع مرئية خلال مرحلة الديبلوتين من المرحلة الأولى من انقسام منصف، ولكن يعتقد أن "العبور" الفعلي للمادة الوراثية تحدث خلال مرحلة طور التثخن السابقة. تشكل الكروماتيدات الشقيقة أيضا تصالبات بين بعضها البعض (المعروف أيضا باسم بنية Chi)، ولكن نظرا لأن مادتها الوراثية متطابقة، فإنها لا تسبب أي تغيير ملحوظ في الخلايا الابنة الناتجة.
في البشر، يبدو أن هناك تقاطع واحد لكل ذراع كروموسوم، وفي الثدييات، يعد عدد أذرع الكروموسومات مؤشرا جيدا على عدد عمليات الانتقال. ومع ذلك، في البشر وربما الأنواع الأخرى، تظهر الأدلة أن عدد عمليات الانتقال يتم تنظيمه على مستوى كروموسوم كامل وليس ذراعا.
تعرض الجندب (Melanoplus femurrubrum) لجرعة حادة من الأشعة السينية خلال كل مرحلة فردية من مراحل الانقسام المنصف وتم قياس تواتر الكلف. تم العثور على الإشعاع خلال مراحل اللبتين الزيجوتين من الانقسام المنصف، أي قبل فترة طور التثخن التي يحدث فيها إعادة التركيب المتقاطع، لزيادة تواتر الكلف اللاحق. وبالمثل، في الجندب (Chorthippus brunneus)، تسبب التعرض للإشعاع X خلال مراحل الزيجوتين المبكرة في زيادة كبيرة في متوسط تواتر تقاطع للخلايا. تم تسجيل تواتر تقاطع في مراحل طور التحلل الخلالي-طور التضعف اللاحقة من الانقسام المنصف. تشير هذه النتائج إلى أن الأشعة السينية تحفز أضرار حمض نووي ريبوزي منقوص الأكسجين، بما في ذلك على الأرجح فواصل حبلا مزدوجة، ويتم إصلاح هذه الأضرار عن طريق مسار تعابر كروموسومي يؤدي إلى تكوين تقاطع.

## أنظر أيضا
- إعادة التركيب الجيني
- تعابر كروموسومي
- ثنائي التكافؤ (علم الوراثة)

## روابط خارجية
- Recombination and the formation of chiasmata in meiosis
- Whitby, M. (2009), "Recombination and the formation of chiasmata in meiosis", in Millar, J. (ed.), The Cell Division Cycle: Controlling when and where cells divide and differentiate, The Biomedical & Life Sciences Collection, Henry Stewart Talks Ltd, London (online at http://hstalks.com/?t=BL0422198)